# Synema multipunctatum
Synema multipunctatum là một loài nhện trong họ Thomisidae.
Loài này thuộc chi Synema. Synema multipunctatum được Eugène Simon miêu tả năm 1895.